# Хотел Костић
Хотел Костић је био елитни угоститељски објекат у Лесковцу између два светска рата. Изграђен је на месту хотела Круна и данашњег Јужног блока прекопута Споменика палим за отаџбину 1921. године. Власници хотела били су браћа Глигорије Горча и Драгутин Дина Костић, који су живели у Млинској улици код Окружног суда. Глигорије Костић је преминуо пре завршетка градње. Хотел је радио до 1941. године када су га нацисти конфисковали, а срушен је у бомбардовању Лесковца 6. септембра 1944. године.
Хотел је имао два спрата и ресторан, а у приземљу лево и десно од улазних врата велике прозоре са дебелим стаклима који су лети отварани ради луфтирања.
Хотел је био познат по забавама, баловима и игранкама и сали у којој су се приказивале позоришне представе. Најпосећеније забаве у хотелу биле су оне које је приређивало друштво Потпора на челу са председником Бором Гавриловићем Мицаном.